# Френч-Крік (Нью-Йорк)
Френч-Крік (англ. French Creek) — місто (англ. town) в США, в окрузі Чотоква штату Нью-Йорк. Населення — 1007 осіб (2020).

## Демографія
Згідно з переписом 2010 року, у місті мешкало 906 осіб у 339 домогосподарствах у складі 247 родин. Було 637 помешкань
Расовий склад населення:
| - 98,0 % — білих - 0,2 % — чорних або афроамериканців - 0,2 % — азіатів |

До двох чи більше рас належало 1,0 %. Частка іспаномовних становила 0,9 % від усіх жителів.
За віковим діапазоном населення розподілялося таким чином: 29,0 % — особи молодші 18 років, 57,1 % — особи у віці 18—64 років, 13,9 % — особи у віці 65 років та старші. Медіана віку мешканця становила 38,7 року. На 100 осіб жіночої статі у місті припадало 106,4 чоловіків;  на 100 жінок у віці від 18 років та старших — 109,4 чоловіків також старших 18 років.
Середній дохід на одне домашнє господарство  становив 58 606 доларів США (медіана — 51 563), а середній дохід на одну сім'ю — 62 179 доларів (медіана — 55 893). Медіана доходів становила 47 083 долари для чоловіків та 30 750 доларів для жінок. За межею бідності перебувало 19,3 % осіб, у тому числі 38,2 % дітей у віці до 18 років та 4,0 % осіб у віці 65 років та старших.
Цивільне працевлаштоване населення становило 425 осіб. Основні галузі зайнятості: виробництво — 19,8 %, освіта, охорона здоров'я та соціальна допомога — 18,8 %, мистецтво, розваги та відпочинок — 13,4 %, сільське господарство, лісництво, риболовля — 10,6 %.